# Dampierre (Aube)
Dampierre is een Franse gemeente in het departement Aube, regio Grand Est. De gemeente telt 303 inwoners (2005) op 29,36 km² (10 inw. per km²).
Dampierre is vooral bekend als naamgever aan de adellijke familie Dampierre, waarvan een tak van 1263 tot 1429 markgraven van Namen, en een andere tak van 1278 tot 1404 graven van Vlaanderen waren.

## Demografie
Onderstaande figuur toont het verloop van het inwonertal (bron: INSEE-tellingen).

Vanwege een beveiligingsprobleem met de MediaWiki Graph-software is het momenteel niet mogelijk deze grafiek weer te geven. Zodra de software is bijgewerkt zal de grafiek vanzelf weer zichtbaar worden.
1. ↑  Populations de référence 2022.